# Черепковцы
Черепко́вцы (укр. Черепківці) — село в Глыбокской поселковой общине Черновицкого района Черновицкой области Украины.
До 2020 года входило в Глыбокский район
Население по переписи 2001 года составляло 2082 человека. Почтовый индекс — 60444. Телефонный код — 3734. Код КОАТУУ — 7321088201.
В селе расположена железнодорожная станция Вадул-Сирет